# Tomoaki Ogami
Tomoaki Ogami (大神 友明 Ogami Tomoaki?), född 7 juni 1969, är en japansk tidigare fotbollsspelare.
Han blev utsedd till J.Leagues "Best Eleven" 1997.